# Appear TV
Appear TV AS är ett norskt företag verksamt inom hårdvarutillverkning för operatörsutrustning inom digital-TV. Företaget har sitt ursprung från Tandberg och bildades som en spinoff efter ett förvärv av Ericsson, samt därefter nerläggning i Norge, och flytt av hela verksamheten till Storbritannien.
Elva uppsagda konstruktörer bildade bolaget 2004, och 2015 var omsättningen 289M NOK, med cirka 100 anställda.